# 幼稚園受験
幼稚園受験（ようちえんじゅけん）とは、幼稚園の入園試験を受けることである。

一般的に、近所の幼稚園ではなく、国立の幼稚園や、私立で系列の小学校が配置されている幼稚園、または人気が高い私立幼稚園を受験することをさす。
小学校受験と共に「お受験」と称されることがある。

## 幼稚園受験の現状
幼稚園受験自体は珍しいことではない。簡単に言えば、近所にある幼稚園に入園する前に、簡単な書類審査や面接をすることも広義で言えば幼稚園受験といえる。ただし、この記事で取りあげる幼稚園を受ける場合は様子が違ってくる。
近所にある幼稚園ではなく、あえてこれらの幼稚園を受験させる理由は家庭によって様々である。「幼小一貫教育でスムーズな教育を受けさせたい」「しっかりとした理念を持つ園と環境の中で子供を育てたい」という教育的事情、「系列の小学校へ幼稚園から内部進学し、小学校受験を避けたい」といった進学事情、「習い事や小学校受験に理解のある園や家庭の中で過ごしたい」「両親が共働きなので都合の良い設備をもったところがいい」という環境的事情、「受験をするか、内部進学をするかどうかなどは一切決まっていないものの選択肢だけは広げておきたい」という今後の備えなどが挙げられる。「学力競争の中学受験は避けたい。小学校受験も人気の高まりにつれて難しくなってきたということで、幼稚園から高校・大学までエスカレーターで上がっていけるところがいい」という理由で受験を希望する者もいる。
一方、幼稚園の設立・運営の意図も様々である。これらの幼稚園は一条校として学習指導要領を踏襲しつつも、独自の教育方針・特色のある指導で教育を行っている。「系列校との幼小一貫教育のため」「系列の大学などでの教育実習の場のため」といったものから、「プリスクール同様に英語などの早期教育を行いたい」「運営母体の宗教の教えに従った子育てを行いたい」「公立よりも意識が高い保護者だけを集めた環境で、切磋琢磨させたい」「両親が共働きだからと進学を諦めるのではなく、それをサポートしたい」などが挙げられる。
こういった保護者と幼稚園の互いの要求が一致したところで、入園希望者が募集定員を上回り、幼稚園受験という環境が生まれている。
そのなかでも、少子化などの社会の波は少しずつ影響を及ぼしており、需要と供給のバランスが崩れて入園希望者が定員割れを起こしたり、園側の環境の変化で子供を受け入れられなくなったりすることで、規模縮小～閉園という展開をたどってしまう園も少なからず存在する。

## 幼稚園の種類

### 国立大学附属幼稚園
国立大学附属学校の系列の幼稚園で、現在の、そして今後の学習指導要領を検証するための実験園として運用される。系列校に進学できるかは園によって異なり、ほぼ全員が進学できるところもあれば、内部考査で合格した者だけの場合や、小学校受験の抽選を免除する程度でほぼ一般受験と同じというところもある。

### 私学の附属幼稚園
前述のとおり、幼小一貫教育の実践、早い段階での優秀な幼児の確保、ブランド力の維持、教育実習の場、独自の教育方針の実践などを目的として私学が設置した附属幼稚園である。国立同様、系列校に進学できるかは園によって異なり、内部進学が主流の園と、小学校受験で外部受験をすることが主流の園がある。

あくまでも系列小学校への内部進学が前提となっている園では、系列校に進学せず外部受験をすることが決まった場合、またはその準備の為に学習塾などを利用したことが発覚した段階で、退園など厳しい措置が行われるところもある。
私学幼稚園の場合でも、幼児教育・保育の無償化措置に伴い授業料の一部または全額が免除される。実際の免除額は居住する自治体によって異なる。

### 私学の人気幼稚園
俗に「受験幼稚園」と呼ばれることがある人気の私立幼稚園。扱い的には一般的な私立幼稚園と同じである。通っている家庭の多くが小学校受験を想定しており、実質的に受験予備校的な存在になっている園が多い。教育意識が高い保護者が多く、子供を切磋琢磨させて成長させたいという目的で利用している。附属幼稚園同様、独自の教育方針を実践しており、一般的な私立の幼稚園より入試を意識した実践的な保育内容であったり、小学校受験に関する情報を提供したりと、様々なサポートが得られることが多い。受験をするかどうかは別にして、それらの独自の保育を目当てに利用する保護者も見られる。
小学校の附属園と違うところは、系列校がないため内部進学という道がない点である。小学校受験をするか、公立に進学をするかとなる。

## 入学考査の内容

### 面接
面接対象は園により異なる。

子供に対しての面接は幾つかの質問をしてその受け答えの確認、保護者との面接中に静かに待っていられるかといった様子を見る程度である。親の面接が重要で、「志望動機」「家庭の教育方針」「入園後、園の行事にこまめに参加できるのか」「安定した経済力があるか」などが確認される。

### 自由遊び
数人から十数人の子供を一つの部屋に入れ、玩具や絵本などを置いておき、自由に遊ばせて行動観察を行う。協調性や社会性、基本的な生活習慣を検査するもので、幼稚園での団体生活の基本が身についているかを確かめる。

### 指示行動・行動観察
心身の健康状況や指示された行動を取ることが出来るか否かを検査するもので、ボールなどを使用したものや、模倣体操・ダンス・ゲームなどを行う。保護者も参加してままごとなどの親子課題が出されることも珍しくない。

### 抽選
主に国立幼稚園の入学者選抜において実施されるもの。入学考査前・入学考査後、あるいは両方で実施される。出願人数が一定数を超えた場合のみ入学考査前の抽選を行う園もある。考査当日、保護者の前で担当者が抽選器を使用する、中が見えないボックス等の中からカードを取り出すなどでくじを引き、受験番号を元に当選者のみが対象者となる。

### 受験者の資格
幼稚園受験では、保育年数によって対象が異なる。
- 3年保育の幼稚園の場合、4月2日から翌年の4月1日までに出生した、入園する年の4月1日時点で満3歳の児童に受験資格がある。
- 2年保育の幼稚園の場合、4月2日から翌年の4月1日までに出生した、入園する年の4月1日時点で満4歳の児童に受験資格がある。
- 1年保育の幼稚園の場合、4月2日から翌年の4月1日までに出生した、入園する年の4月1日時点で満5歳の児童に受験資格がある。

子どもが安全に登下校できることが前提条件となることから、何らかの居住範囲の指定をしている園が多い。指定の形式は、「園まで公共交通機関で〇分以内に住んでいること」といった大まかなものから、「現住所が〇〇市××丁目であること」のような詳細なものまでさまざまである。

### 受験の時期
9月に受験日があるところもあれば、遅いところでは12月～1月になってからというところもある。二次募集や三次募集も含めれば、尚更期間は広くなる。

## 試験対策
幼稚園受験対策をする幼児教室に子供を通わせることが多い。

### 新学期は秋
地域や教室にもよるが、幼稚園受験のピークが初秋～晩秋である関係上、新学期は秋に設定していることが多い。

### 合格実績の基準がない
各教室が発表している合格実績には統一的な基準は存在せず、業界標準的なものも存在しない。全国の学習塾で組織され、学習塾が合格実績の基準としてよく用いている全国学習塾協会も、学習塾の定義を「小学生、中学生及び高校生を対象として」（第3条）としており、幼稚園受験をする幼児が通う教室は管轄外となっている。
公表している実績に以下のようなケースが含まれている可能性は否定できない。教室によって在籍生徒として数える基準など根本的なところから異なるため、何が真実でどこから誇大広告なのかを見極めることは難しく、公表数字を信用するかどうかについては紳士協定同然と言っても過言ではない。

- 発表している合格者数で注意するべき点
  - ほとんどの場合、合格者は延べ人数である。一人が複数の園に合格した場合はそれぞれの園でカウントされる。実際に進学する人数ではなく、辞退者も含まれている。定員を超える人数を合格実績として発表している教室も存在する。
  - 通常授業に参加しておらず、何度かテストや講習に参加しただけの人や、体操教室や絵画教室などのクラスだけを利用していた人を含んでいる可能性がある。
  - 通常授業に参加しておらず、一定額の料金を支払ったり、Webサイトから登録したりすることで講習などの予約が有利になる制度を利用していただけの人（準会員、Web会員など）を含んでいる可能性がある。
  - 一時期利用していたものの、受験をするずっと前に辞めている人を含んでいる可能性がある。
  - 補欠合格者として発表されただけで、繰り上がっていない人を含んでいる可能性がある。
  - 国立幼稚園の入試で、考査は合格したものの抽選で不合格となった方について、「教室としてできるところはやった。抽選は別問題」として実績に含んでいる可能性がある。
  - 『この園に合格率100％』という広告は、教室がその園に出願するとわかっていた保護者に結果を尋ねたところ100％だっただけであって、教室が把握していない受験者の有無、不合格だったものの担当者の顔色を窺って「合格しました」と嘘を伝えたかどうかはわからない。出願名簿、合格者名簿は個人情報であり公開されないため、教室には正確に確認する術はない。

### クーリングオフは基本的にできない
特定商取引に関する法律が定める特定継続的役務提供での学習塾の範囲は『学校教育の補習のための児童、生徒又は学生を対象とした学力の教授』としており、学校教育を学ぶものではない教室は該当しない。このため、幼稚園受験に備える教室はクーリングオフの対象外である。ただし、法律上では認められなくても教室の独自判断で認めていることがある。

## お受験（小学校受験・幼稚園受験）をモデルにした創作物
- たのしい幼稚園
- 幼稚園ゲーム - 幼稚園児と母親たちの「お受験戦争」を題材にした作品
- 名前をなくした女神
- スウィート・ホーム
- マザー・ゲーム〜彼女たちの階級〜
- SKYキャッスル
- 人魚の眠る家 - 一部のシーンは、実際に小学校受験向け指導を行っている伸芽会の教室を借りて撮影している。
- クレヨンしんちゃん 謎メキ!花の天カス学園